# 黏附

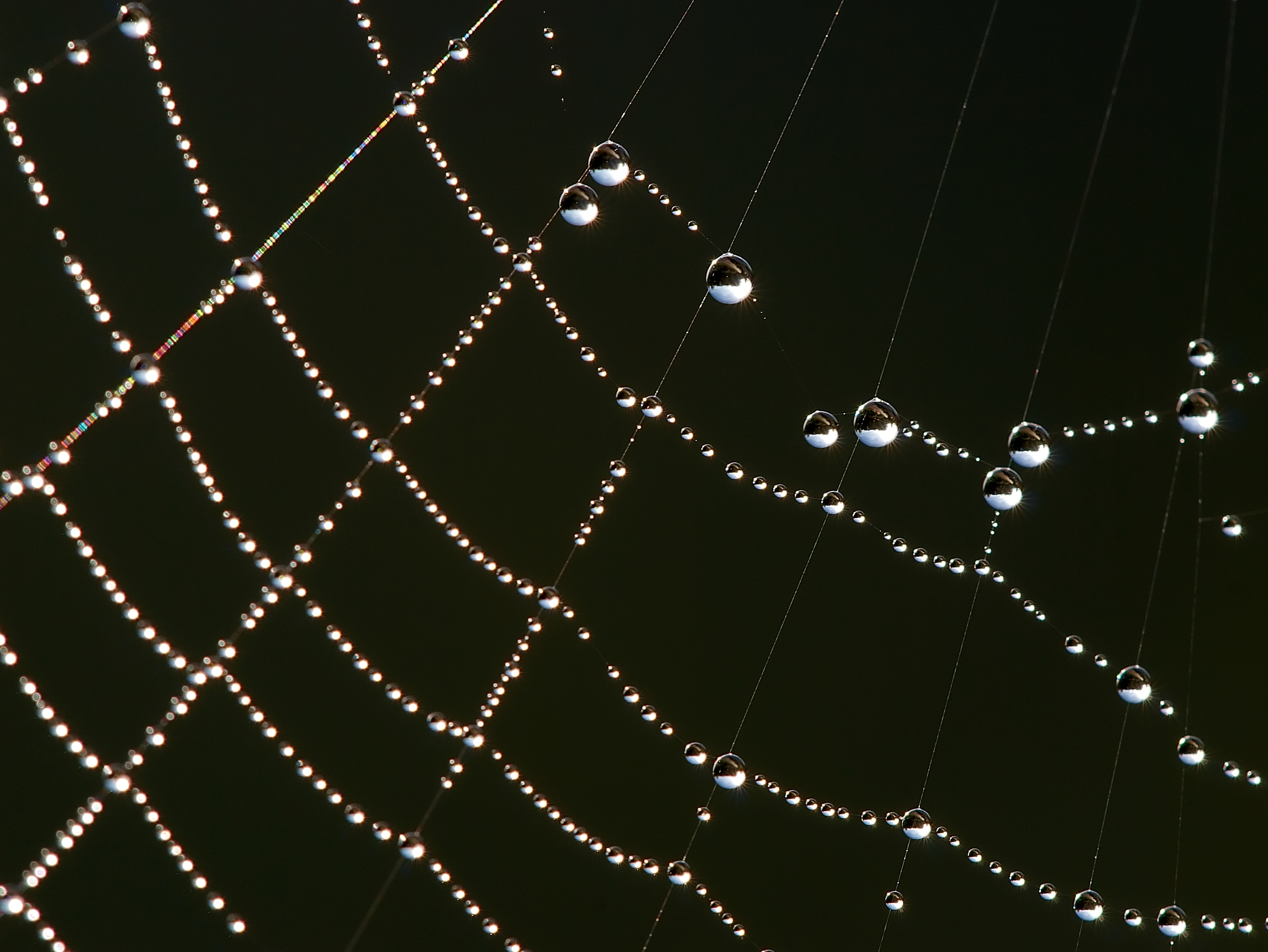
露水黏附在蜘蛛網上

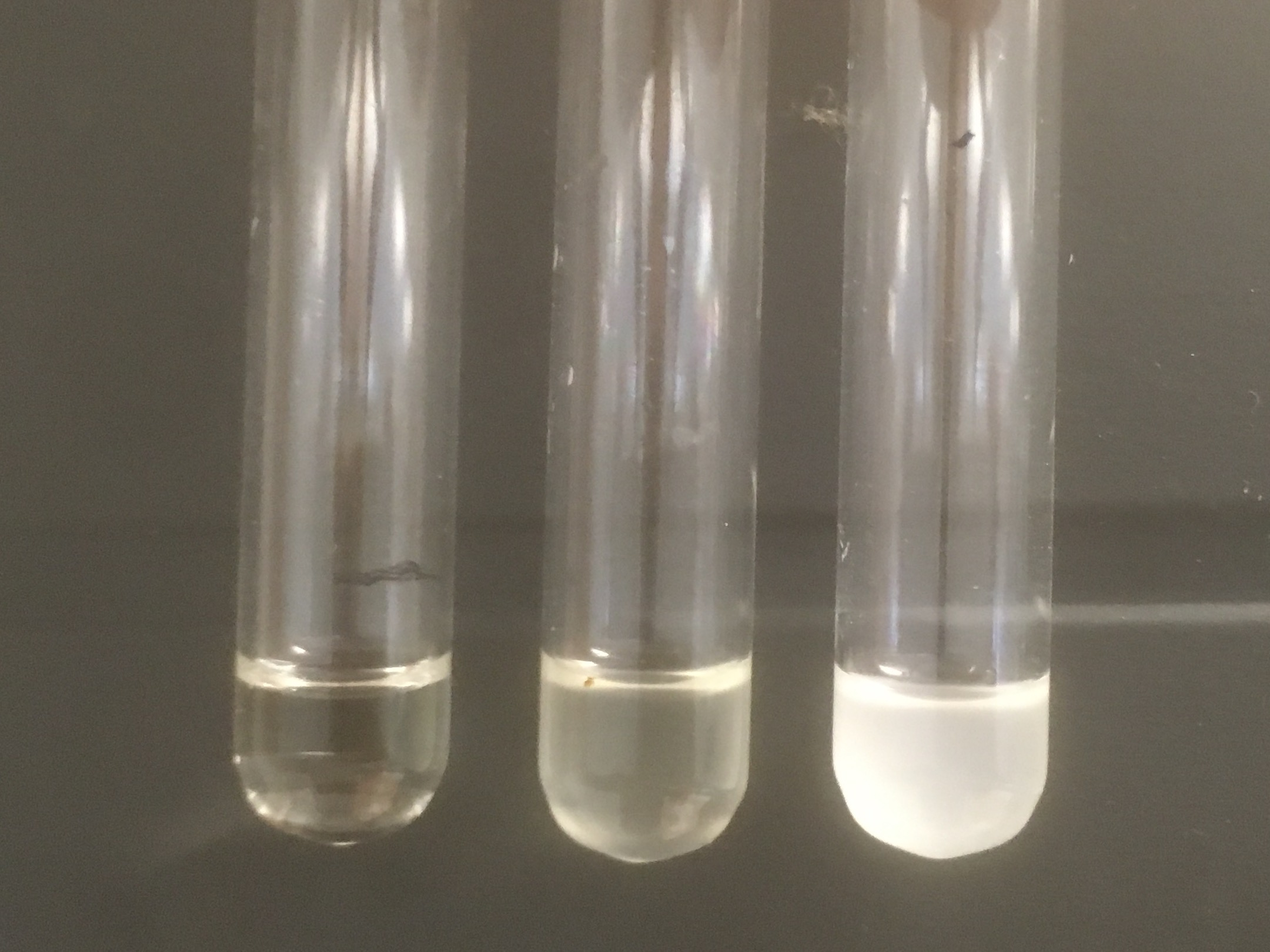
凹的彎液面是因為黏附而造成

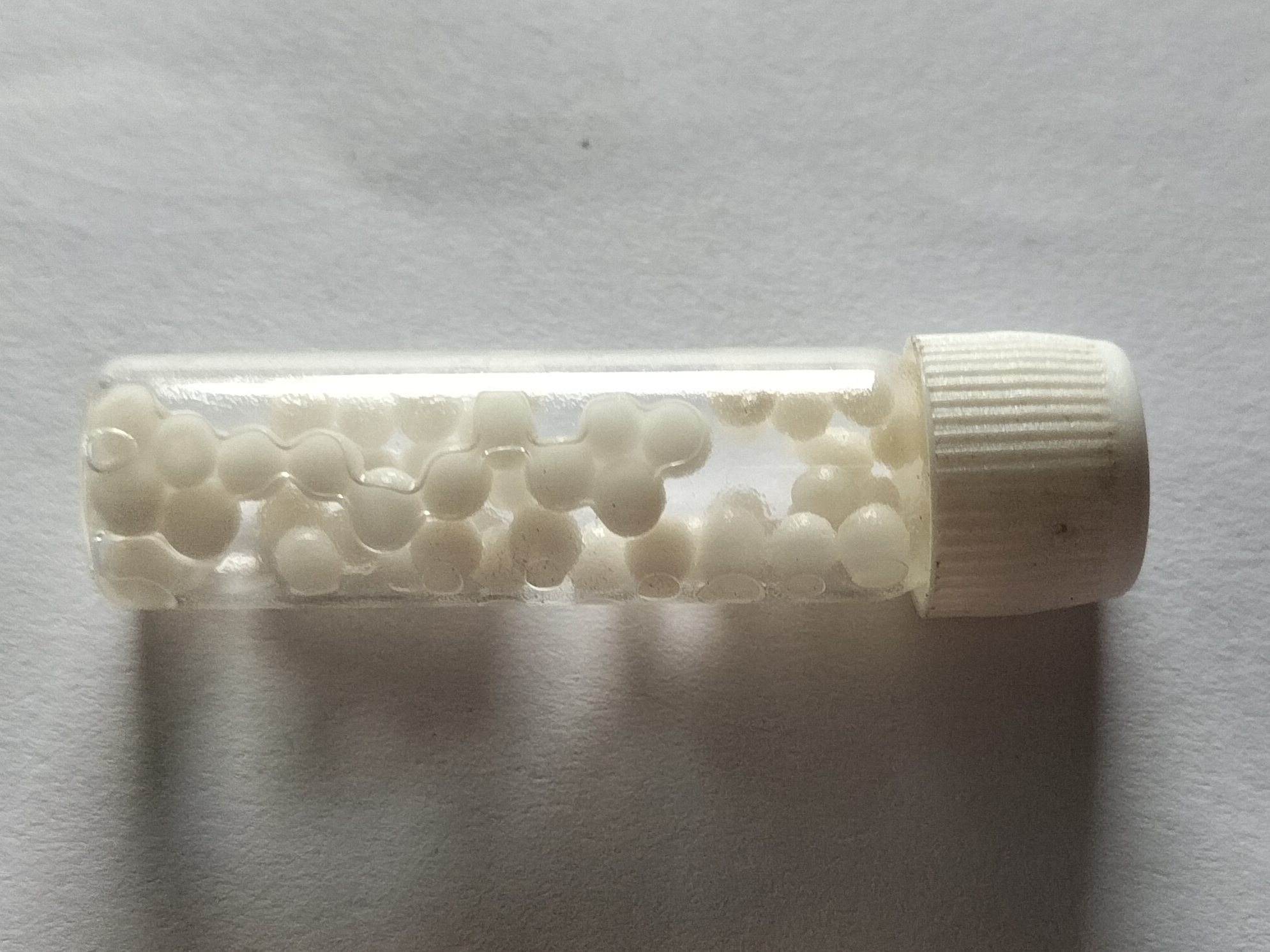
藥丸黏附在容器表面

黏附（adhesion）在物理学或工程学上，是指不同的粒子或表面黏在一起的現象。若對於相同或類似的粒子，類似的現象稱為凝聚。
黏附是和兩物質狀態之間介面的性質有關，造成黏附的力可以分為幾種。造成黏附的分子间作用力可以分為化學黏附、分散性黏附以及擴散黏附（dispersive adhesion）。除了這些因為分子间作用力累積效果外，也有因為力學效果造成的機械黏附。

## 表面能

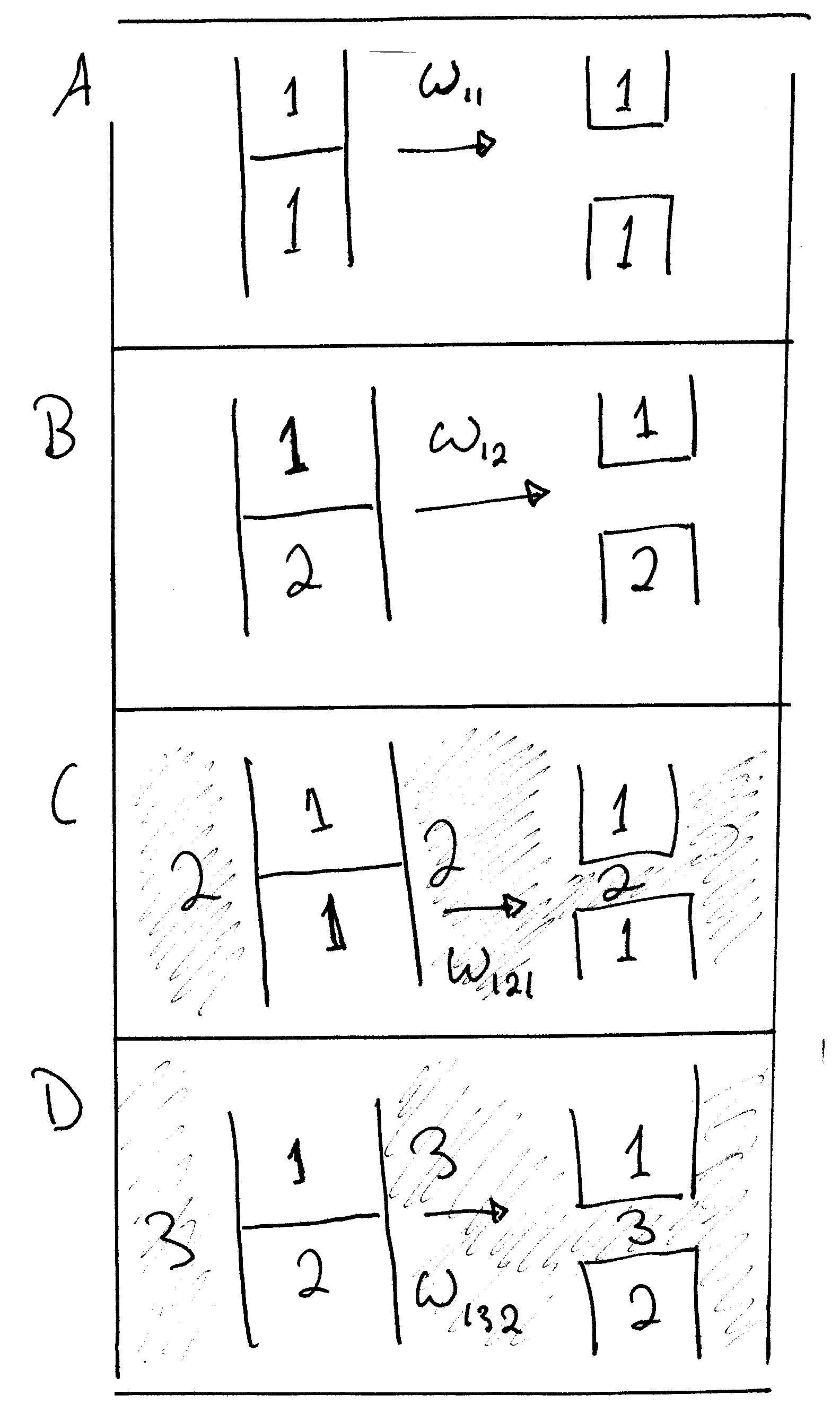
不同分裂情形下的示意圖，圖中有標示不同的材料
A: γ = (1/2)W_{11}
B: W_{12} = γ_{1} + γ_{2} – γ_{12}
C: γ_{12} = (1/2)W_{121} = (1/2)W_{212}
D: W_{12} + W_{33} – W_{13} – W_{23} = W_{132}.

傳統上會將表面能定義為在特定表面上建立一個區域所需要的功。另一個理解表面能的方式是劈開一物體，產生二個表面所需的能量。若新的二個表面是相同的，則兩個表面的表面能γ是劈開需要能量W的一半γ = (1/2)W11。
若二個表面不同，可以用Young-Dupré方程（Young-Dupré equation）計算：
W12 = γ1 + γ2 – γ12
其中γ1和γ2是兩個新面積的表面能，而γ12是其介面能。
此一方法也可以討論在物體在另一種介質中分開的情形，γ12 = (1/2)W121 = (1/2)W212。這兩個能量說明在特定介質下將一物體分開，成為二部份所需要的能量。若該物體原來就由二個不同材質組成，其能量關係如下： γ13 + γ23 – γ12 = W12 + W33 – W13 – W23 = W132，其中W132是在材質3的介質中將材質1和2分開所需要的能量。
有關離能量（cleavage energy）、表面能量以及表面张力術語的基本理解，對理解在特定表面上的物质状态以及其發生的事件是很重要的。這些變數的理論也產生一些很特別的效應，涉及這些黏附表面和其周圍關係的實用性。

## 機制
有關黏附的理論，以及在特定材料情形下的特定黏附機制，目前還沒有可以包括這一切的單一理論。為了要解釋為何一物質會黏在其物質上，已提出了五個黏附機制的理論。

### 力學黏附
黏附物質填滿其他物質的空孔和孔隙，形成力學上的互鎖。在不同的尺度都有互鎖的現象。縫紉就是較大尺度下將二材料接合在一起，形成大尺度的力學互鎖。尼龙搭扣也是力學互鎖，但尺度較小。黏著劑的黏附則是在更小尺度的現象。

### 化學黏附
二個材料可能在其接合處形成化合物。最強的化學黏附是二個材料的原子共用電子（共价键或离子键）。另外一種比較弱的鍵結是一個分子裡的氢原子被另外一個分子中的氮原子、氧原子或是氟原子吸引，形成氢键。
若二種材料表面的原子形成共价键、离子键或是氢键，即產生了化學黏附。在此定義下，化學黏附背後的工程原理比較直接：若表面的分子可以產生鍵結，則二個材料表面會因為許多鍵結形成的網路而接在一起。不過需要說明的是這種吸引性的離子鍵或共價鍵只在非常小的距離下（小於1纳米）才有效。因此二個材料的表面若要形成化學黏附，其距離需要非常的近，也因此這種黏附是脆性的，二個表面的距離過遠即可破壞黏附。上標

### 分散性黏附
分散性黏附（dispersive adhesion）是指兩物質以范德华力黏合在一起。范德华力是指二個分子的電子沒有均勻分佈，某些部分帶正電，某些部分帶負電，二個分子因此彼此吸引。最簡單的例子，這類分子因為電荷的不平均而出現有极性，不過在較大或是較複雜的分子中，可能會有多個帶正電或是帶負電的區域（極）。這些分子中的正極或是負極可能是分子中不變的性質（分子间作用力），也有可能是暫態的效應，例如因為分子中的電子隨機移動而產生暫時性的帶正電或負電（色散力）。

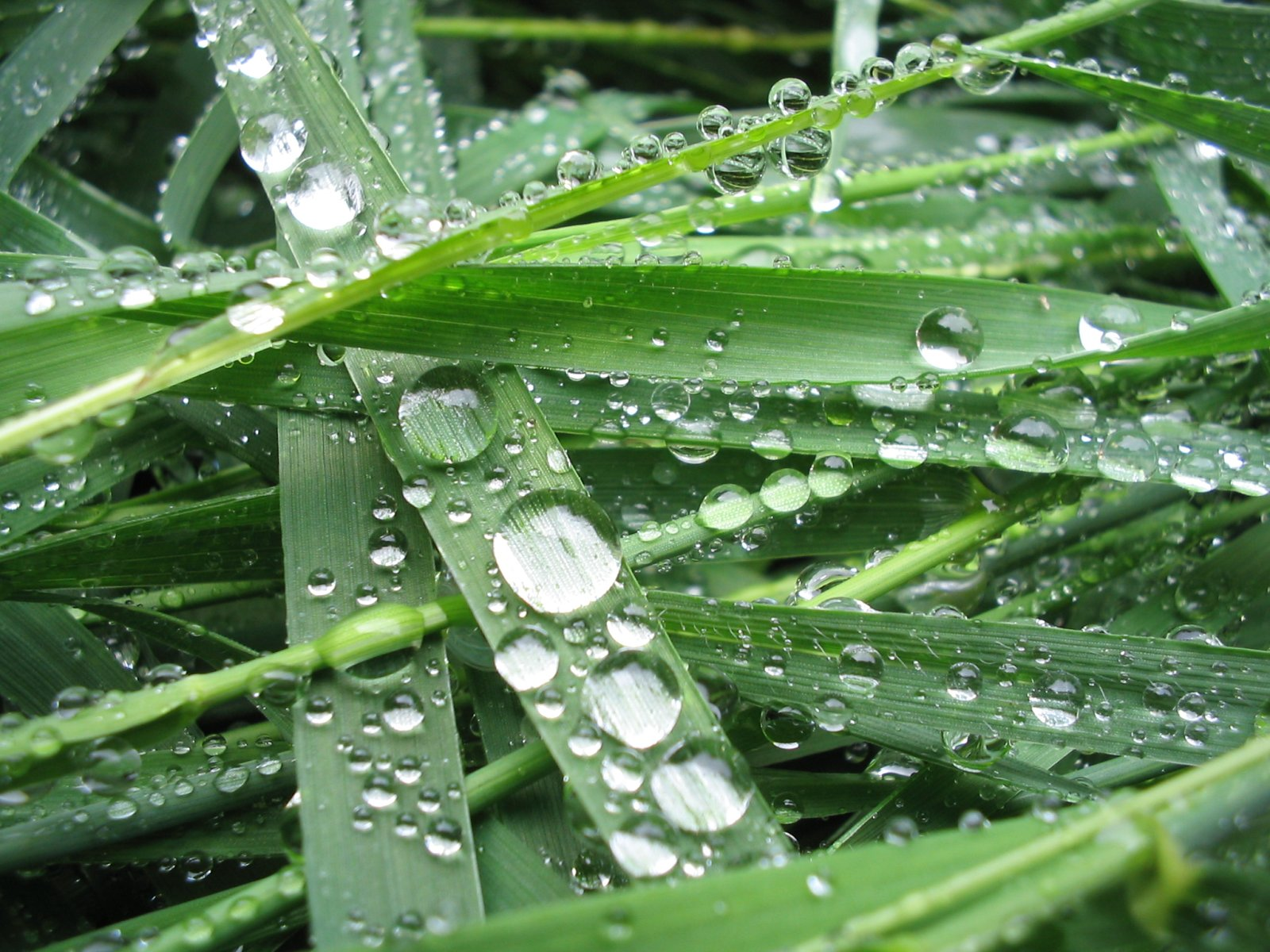
凝聚力使水形成水滴，表面張力使水滴近似球形，而黏附力使水滴維持在適當的位置

在表面科学裡的「黏附」幾乎都是指分散性黏附。在典型的固態-液態-氣態系統中（例如液滴在固體表面上，周圍是空氣），會用接觸角來間接評估黏附程度，而Centrifugal Adhesion Balance可以直接量化對黏附進行量測。一般來說，接觸角小的表示其單位面積的黏附力較大，此論點假設接觸角小對應表面能較高。理論上，若要接觸角和黏附作功的關係更精確，就要考慮更多的因素，最後會和Young-Dupre方程（Young-Dupre equation）有關。上述三相系統的接觸角不但和分散性黏附（液態物質分子和固態物質分子的作用力）有關，也和凝聚力（液態物質分子自身之間的作用力）有關。若黏附力強、凝聚力弱，就會出現高度浸润的現象，是低接觸角的親液（lyophilic）條件。而黏附力弱、凝聚力強，就會出現厭液（lyophobic）的條件，有很大，可以量測的接觸角。

### 靜電黏附
有些導電性材料會傳遞電子，使表面上形成電荷差，因此在二個材料之間形成類似电容器的結構，產生吸引的靜電力。

### 擴散黏附
擴散黏附是指兩物質以原子擴散黏合在一起。一般會出現在兩種材料中的分子可移動，並且彼此共溶的情形。這特別容易出現在聚合物鏈中，其中一個分子擴散到其他的物質中。在燒結中也會有類似的現象。金属或陶瓷粉末因受壓彼此接觸，並且加熱，原子會從一個顆粒擴散到其他的顆粒。因此讓這些顆粒結合成一整塊的材料。

## 延伸閱讀
- John Comyn, Adhesion Science, Royal Society of Chemistry Paperbacks, 1997
- A.J. Kinloch, Adhesion and Adhesives: Science and Technology, Chapman and Hall, 1987